# برنارد بریتز
برنارد بریتز (انگلیسی: Bernhard Britz; ۲۷ مارس ۱۹۰۶ – ۳۱ مهٔ ۱۹۳۵) ورزشکار ورزش دوچرخه‌سواری اهل سوئد بود.
وی در مسابقات کشوری و بین‌المللی در مجموع برندهٔ ۲ مدال برنز شده‌است.